# 城王山
城王山（じょうおうやま）は、徳島県阿波市に位置する讃岐山脈に属する山である。標高652.4m。

## 地理
旧阿波郡市場町に聳える山で、西の伊笠山と対峙する。
足利尊氏に追われた新田義宗と脇屋義治が息絶えた山と云われており、中腹の岩野部落の宝庫に遺品を安置している。山頂付近には二人を祀る城王神社が建てられている。